# أمجد الرشيد
أمجد الرشيد (مواليد 1985، عمّان) هو مخرج وكاتب سينمائي أردني. اشتهر بفيلمه الطويل الأول إن شاء الله ولد. عمل منتجاً ترويجياً لقناة راديو وتلفزيون العرب بين عامي 2010 و2021. وأخرج فيديوهات لصالح مؤسسة نهر الأردن، وسامسونج، والوكالة الأمريكية للتنمية الدولية.

## المسيرة المهنية

### الأفلام الطويلة
- إن شاء الله ولد (2023): أول فيلم طويل لأمجد الرشيد، عُرض لأول مرة ضمن أسبوع النقاد في مهرجان كان السينمائي. حقق الفيلم نجاحًا كبيرًا، حيث حصل على أكثر من 30 جائزة دولية وعربية، ووزع عالميًا وعُرض في أكثر من 140 مهرجانًا دوليًا وعربيًا.[2]

#### الجوائز
- جائزة مؤسسة جان للتوزيع (كان 2023).
- جائزة فاينال كت (فينيسيا 2022).
- جائزة أطلس الكبرى (مراكش 2022).
- الضفدع الذهبي لأفضل مخرج في مهرجان كاميراج (2023).

### الأفلام القصيرة
- الببغاء (2016): عُرض في أكثر من 30 مهرجانًا دوليًا، منها مهرجان دبي السينمائي الدولي.
- ع الطريق (2011).
- يوم مر ويوم أمر (2010).

### المشاريع التلفزيونية
- برنامج رانيا (2013): مسلسل كوميدي.

## روابط خارجية
- أمجد الرشيد على موقع IMDb (الإنجليزية)
- أمجد الرشيد على موقع قاعدة بيانات الأفلام العربية
- أمجد الرشيد على موقع ألو سيني (الفرنسية)
- أمجد الرشيد على موقع قاعدة بيانات الفيلم (الإنجليزية)